# جيمي جاكسون (لاعب كرة قدم)
جيمي جاكسون (بالإنجليزية: Jimmy Jackson)‏ (26 مارس 1931 بغلاسكو في المملكة المتحدة - 2 مارس 2013) هو لاعب كرة قدم بريطاني في مركز الهجوم. لعب مع أكسفورد يونايتد ونوتس كاونتي.

## وصلات خارجية
- جيمي جاكسون على موقع قاعدة بيانات كرة القدم.إي يو (الإنجليزية)